# Aeschynanthus asclepioides
Aeschynanthus asclepioides är en tvåhjärtbladig växtart som först beskrevs av Adolph Daniel Edward Elmer, och fick sitt nu gällande namn av Brian Laurence Burtt och Patrick James Blythe Woods. Aeschynanthus asclepioides ingår i släktet Aeschynanthus och familjen Gesneriaceae. Inga underarter finns listade i Catalogue of Life.